# Ecchloropsis xenophyes
Ecchloropsis xenophyes är en fjärilsart som beskrevs av Louis Beethoven Prout 1938. Ecchloropsis xenophyes ingår i släktet Ecchloropsis och familjen mätare. Inga underarter finns listade i Catalogue of Life.